# 파이라 랩스

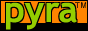

파이라 랩스(Pyra Labs)는 1999년 블로거 서비스를 개발한 구글(알파벳)의 자회사이다. 구글은 2003년 파이라 랩스를 인수했다.

## 역사
파이라는 에반 윌리엄스와 메그 후리한이 공동 설립했다. 회사의 첫 번째 제품인 "Pyra"는 프로젝트 관리자, 연락처 관리자 및 할 일 목록을 결합한 웹 애플리케이션이었다. 개발자 잭 도시(Jack Dorsey)는 웹 페이지에서 작동하도록 ftp 프로그램을 변경하여 온라인 사용자가 웹 페이지 웹 로그에 업로드할 수 있도록 했다. 1999년에 아직 베타 버전인 동안 파이라의 기초는 블로거가 된 사내 도구로 용도가 변경되었다. 이 서비스는 1999년 8월에 대중에게 제공되었다. 코딩의 대부분은 폴 바우쉬(Paul Bausch)와 매튜 호히(Matthew Haughey)가 수행했다.
처음에 블로거는 완전히 무료였으며 수익 모델이 없었다. 2001년 1월, 파이라는 블로거 사용자에게 새 서버 구입을 위한 기부를 요청했다. 같은 시기에 회사의 종자돈이 고갈되자 직원들은 몇 주 또는 경우에 따라 몇 달 동안 무보수로 계속 일했다. 그러나 이것은 지속될 수 없었고 결국 윌리엄스는 공동 창립자 후리한을 포함한 모든 사람들에 의해 대량 파업에 직면했다. 윌리엄스는 창립자 댄 브리클린(Dan Bricklin)이 파이라의 상황을 알게 된 후 트렐릭스(Trellix)의 투자를 확보할 수 있을 때까지 회사를 거의 혼자 운영했다. 마침내 광고 지원 블로그스팟(Blogspot) 및 블로거 프로(Blogger Pro)가 등장했다.
2002년에 블로거는 다른 회사에 라이선스를 부여하기 위해 완전히 다시 개발되었으며, 그 첫 번째 회사는 브라질의 Globo.com이었다.
2003년 2월 17일, 파이라는 비공개 금액으로 구글에 인수되었다.